# Hofdamenaffäre

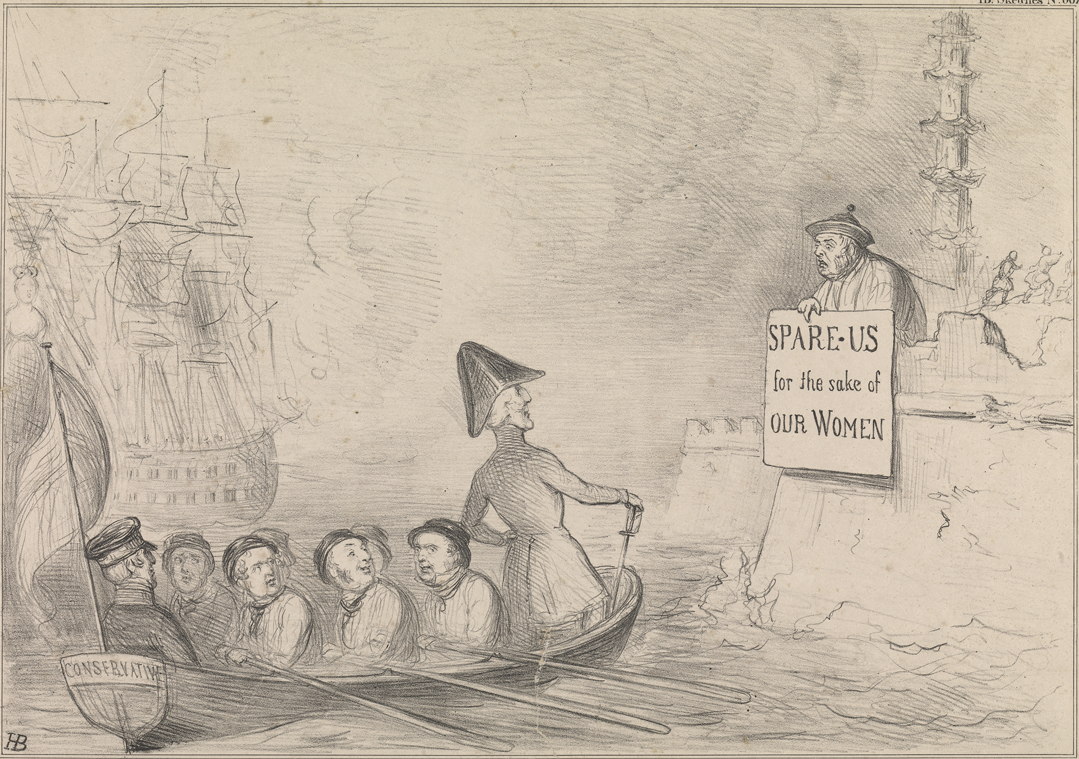
Karikatur zur Affäre von John Doyle, 31. Dezember 1840

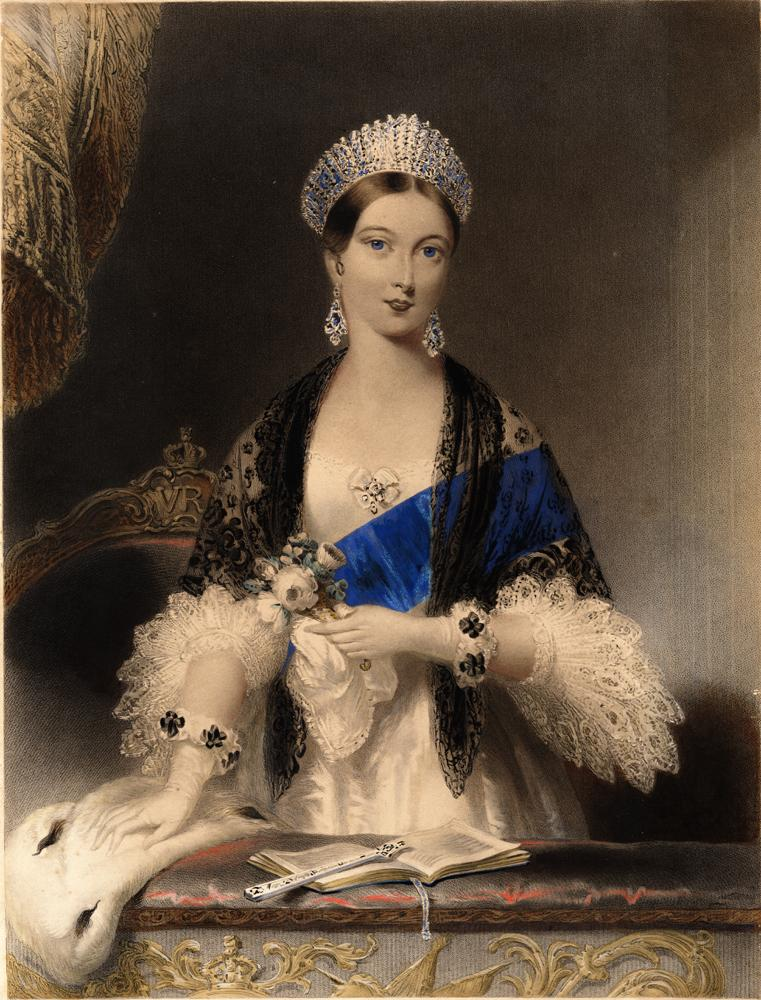
Queen Victoria zur Zeit der Hofdamenaffäre, 1839

Die sogenannte Hofdamenaffäre (auch Bedchamber Plot) bezieht sich auf die Ereignisse im Hofstaat und das Verhalten der Queen Victoria in der Folge der Wahlniederlage der Whigs im Mai 1839. Die Affäre kostete Victoria einige Sympathie in der Bevölkerung.
Auf Grund der Wahlniederlage trat der bisherige Premierminister Lord Melbourne zurück und Robert Peel wurde mit der Regierungsbildung beauftragt. Die damals 20-jährige Victoria hatte ein ungewöhnlich enges Verhältnis zu ihrem Premierminister und hat sich in den ersten beiden Jahren nach ihrer Thronbesteigung ausschließlich von ihm beraten lassen, auch was die Auswahl ihrer Hofdamen betraf. Dadurch war die Situation entstanden, dass alle Hofdamen Ehefrauen oder Verwandte von meist führenden Whigs waren. Peel, ein Tory, der eine Minderheitsregierung bilden musste, forderte von der Königin, dass der Hofstaat neutral besetzt werden müsse, was die Entlassung einiger Hofdamen bedeutet hätte. Victoria, die in ihren Hofdamen ihre Freundinnen und enge Gefährtinnen sah, lehnte dieses Ersuchen strikt ab, zudem war ihr Peel unsympathisch. Als Peel unter diesen Umständen die Regierungsbildung ablehnte, wurde Lord Ashley, der spätere Lord Shaftsbury, das Amt des Premierministers angeboten, aber auch er lehnte unter diesen Bedingungen ab. Schließlich blieben die Whigs mit Lord Melbourne an der Macht. In dieser so genannten „Hofdamenaffäre“ bewegte Victoria sich mit ihrer strikten Weigerung in einer verfassungsrechtlichen Grauzone, die ihr viel Kritik einbrachte.
Aus politischer Sicht hatten zu diesem Zeitpunkt die Whigs wenig zu gewinnen und die Tories wenig zu verlieren. Peel hatte keine Lust, eine weitere Minderheitsregierung zu führen, wie er es bereits von 1834 bis 1835 getan hatte, und wenn seine Position zu diesem Zeitpunkt stärker gewesen wäre, hätte er nicht auf den Änderungen im Haushalt der Königin bestanden.
Als sich 1841 wieder eine ähnliche Situation anbahnte, konnte die Angelegenheit ohne großes Aufsehen geregelt werden, durch das diplomatische Vorgehen des Ehemanns der Königin, Prinz Albert von Sachsen-Coburg und Gotha. Victoria selbst beurteilte ihr Verhalten in dieser Situation  60 Jahre später mit dem Satz: „Es war ein Fehler“.
Die Affäre wird auch in dem Film Young Victoria aus dem Jahr 2009 beschrieben.

## Weblink
- The Bedchamber Crisis